# Günstigste Einschussentfernung
Die günstigste Einschußentfernung (GEE) ist ein Begriff aus der Ballistik. Die GEE ist ein Maß für die Rasanz eines Geschosses. Sie wird vorwiegend bei der Beschreibung von Jagdmunition verwendet und in Metern angegeben. Im angloamerikanische Raum ist die GEE mit der MRD (Most Recommended Distance) vergleichbar, die in Yards und Inch angegeben wird.

## Ballistik
Die günstigste Einschussentfernung (GEE) ist der Punkt, an dem die Flugbahn des Geschosses zum zweiten Mal die Visierlinie schneidet, wenn auf 100 m ein Hochschuss von 4 cm besteht.
Dabei wird von einem Abstand von Visierlinie zu Seelenachse des Laufs von 5 cm ausgegangen. Eine weitere Bedingung ist, dass sich das Geschoss auf seiner Flugbahn nicht mehr als 4 cm über die Visierlinie erhebt. Die maximale „nach-oben-Abweichung“ von 4 cm wurde gewählt, weil man dies unter jagdlichen Bedingungen tolerieren zu können glaubt. Die fünf Zentimeter-Differenz Visierlinie-Seelenachse kommt durch den Gebrauch von Zielfernrohren bei der Jagd zustande. Dabei misst man Objektiv-Mittelpunkt des Zielfernrohrs zu Seelenachse des Laufs.
a – die Visierlinie, b – das Ziel, c – die GEE, d – die maximale nach-oben-Abweichung (hier 4 cm)

## Beispiel
Unterschiede beim Schießen der Patrone Geco 8x57 IS Teilmantel mit einem 12g Geschoss
| Vergleich der Ballistik: 100m Fleck und GEE (155m) | Vergleich der Ballistik: 100m Fleck und GEE (155m) | Vergleich der Ballistik: 100m Fleck und GEE (155m) |
| -------------------------------------------------- | -------------------------------------------------- | -------------------------------------------------- |
| Distanz                                            | Eingeschossen auf 100 m                            | Eingeschossen auf GEE 155 m                        |
| 50 m                                               | −0,2 cm                                            | +1,8 cm                                            |
| 100 m                                              | 0 cm                                               | +4 cm                                              |
| 150 m                                              | −5,2 cm                                            | +0,7 cm                                            |
| 200 m                                              | −16,8 cm                                           | −8,9 cm                                            |
| 250 m                                              | −36,0 cm                                           | −26,1 cm                                           |
| 300 m                                              | −64,3 cm                                           | −52,4 cm                                           |